# بورتانژ
بورتانژ (به هلندی: Bourtange) یک منطقهٔ مسکونی در هلند است که در وسترولد واقع شده‌است. بورتانژ ۴۳۰ نفر جمعیت دارد.